# Maximilien de Béthune, duc de Sully
Maximilien de Béthune, primer duc de Sully (13 de desembre de 1560 – 22 de desembre de 1641) va ser un ministre francès hugonot i la "mà dreta" del rei Enric IV de França en el govern de França. Va organitzar un sistema de centralisme administratiu a França. Tenia idees de neoestoicisme sobre la virtut, la prudència i la disciplina.

## Biografia
Nasqué al Château de Rosny prop de Mantes-la-Jolie dins una branca de la Casa de Bethune en una família noble originària d'Artois. Als onze anys va ser presentat davant Enric de Navarra el futur rei de França i hi va estar permanentment unit. Va escapar discretament de la Matança del Dia de Sant Bartomeu tot portant ostensiblement sota el braç un "Llibre d'Hores" catòlic. Va estudiar matemàtica i història a la cort d'Enric de Navarra.
En la guerra civil de 1575 s'allistà a l'exèrcit protestant. Va ser ferit greument a la batalla d'Ivry (1590). Va aconsellar Enric IV que es tornés catòlic però ell mateix no ho va fer.